# 李祥麟 (乾隆進士)
李祥麟（?—?），浙江省紹興府上虞縣人，清朝政治人物、进士出身。

## 生平
乾隆四年，登進士，授安南縣知縣。